# Riddar Eldhjärta
Riddar Eldhjärta (franska: Chevalier Ardent) är en belgisk tecknad serie i medeltidsmiljö, skapad av François Craenhals 1966.

## Svensk utgivning
I Sverige gavs sju album ut av Carlsen Comics med början 1975.
| Nr | Svensk titel          | Originaltitel           |
| -- | --------------------- | ----------------------- |
| 1  | Svarte prinsen        | Le prince noir          |
| 2  | Ulvarna i Bastogne    | Le Loups de Rougecogne  |
| 3  | Tatarernas lag        | La loi de la steppe     |
| 4  | Dimmornas horn        | La corne de brume       |
| 5  | Harpans kraft         | La harpe sacrée         |
| 6  | Kung Arturs hemlighet | Le secret du roi Arthur |
| 7  | Patriarkens skatt     | Le trésor du mage       |